# Aleksandr Makarov
Aleksandr Fjodorovitj Makarov (ryska: Александр Фёдорович Макаров), född den 11 februari 1951 i Kasimov, Ryssland, är en östtysk friidrottare inom spjutkastning.
Han tog OS-silver i spjutkastning vid friidrottstävlingarna 1980 i Moskva. 